# J. Parnell Thomas
Pour les articles homonymes, voir Thomas (nom de famille).
John Parnell Thomas (né le 16 janvier 1895 à Jersey City, mort le 19 novembre 1970 à St. Petersburg en Floride) est un agent de change et homme politique américain. Il a été élu à sept reprises en tant que représentant républicain du New Jersey, entre 1937 et 1950.
Il a passé neuf mois en prison fédérale pour corruption. Ironiquement, il a effectué sa peine dans la même prison que deux des Dix d'Hollywood, des cinéastes qu'il avait contribuer à accuser d'être des communistes et qui ont été blacklistés de l'industrie du cinéma.

## Biographie
Il a fait ses études à Allendale, puis Ridgewood au New Jersey, et à l'Université de Pennsylvanie à Philadelphie. Il sert dans l'armée américaine pendant la première Guerre mondiale. En 1925 il rentre au conseil municipal d'Allendale dont il est élu maire entre 1926 et 1930. Il est élu en tant que représentant républicain du Septième district congressionnel du New Jersey en 1937, puis réélu à six reprises jusqu'à sa démission en janvier 1950.
Il avait empoché les salaires d'employés fictifs avec la complicité de sa secrétaire.
Il avait été condamné pour corruption en décembre 1949, a effectué une partie de sa peine en prison avant d'être gracié par le président Harry Truman en décembre 1952.